# Callistopteris baldwinii
Callistopteris baldwinii är en hinnbräkenväxtart som först beskrevs av D. C. Eat., och fick sitt nu gällande namn av Edwin Bingham Copeland. Callistopteris baldwinii ingår i släktet Callistopteris och familjen Hymenophyllaceae. Inga underarter finns listade.